# Idmidronea pellucida
Idmidronea pellucida är en mossdjursart som beskrevs av Ostrovsky och Taylor 1996. Idmidronea pellucida ingår i släktet Idmidronea och familjen Tubuliporidae. Inga underarter finns listade i Catalogue of Life.